# 小行星3903
小行星3903（英語：3903 Kliment Ohridski）是一颗围绕太阳公转的小行星。1987年9月20日，艾瑞克·怀特·埃尔斯特在斯莫梁发现了此天体。
这颗小行星的绝对星等为302.70608等。